# Giovanni Baradel
Giovanni Baradel (Conegliano, 22 febbraio 1924 – ...) è stato un calciatore italiano, di ruolo attaccante.

## Carriera
Cresciuto nella Coneglianese, debutta in Serie B con il Treviso nel 1946-1947, disputando due stagioni tra i cadetti per un totale di 53 presenze e 7 reti.